# Casertana Football Club 2022-2023
Questa voce raccoglie le informazioni riguardanti la Casertana Football Club nelle competizioni ufficiali della stagione 2022-2023.

## Stagione
Rispetto alla stagione precedente l'organico è variato notevolmente. I riconfermati sono il capitano Pasquale Rainone, Raffaele Vacca e Ciro Favetta. Dalla formazione Juniores sono stati invece promossi i difensori Domenico Ferraiuolo e Angelo Giaquinto e il portiere Carmine Viola.
I falchetti vengono inseriti nel girone G della Serie D insieme ad altre 6 squadre campane, 6 laziali e 4 sarde.

## Divise e sponsor
Per la stagione 2022-2023 lo sponsor tecnico è Adidas. La prima maglia è classica a strisce rossoblù. La divisa da trasferta è bianca.
| Casa |

## Organigramma societario
Area direttiva
- Presidente: Giuseppe D'Agostino
- Amministratore unico: Lidia Lonardo

Area organizzativa
- Segretario generale: Gaetano Sellitti
- Team manager: Pietro Valori

Area comunicazione
- Responsabile: Giuseppe Frondella

Area tecnica
- Direttore sportivo: Alessandro Degli Esposti
- Allenatore: Carmine Parlato
- Allenatore in seconda: Carmine Marotta
- Preparatore atletico: Raffaele Santoriello
- Preparatore dei portieri: Gennaro Iardino

Area sanitaria
- Responsabile:
- Medici sociali:
- Massaggiatori:

## Rosa
| N. |                    | Ruolo | Calciatore          |
| -- | ------------------ | ----- | ------------------- |
| 1  | Italia (bandiera)  | P     | Antonio Prisco      |
| 2  | Italia (bandiera)  | D     | Vincenzo Galletta   |
| 3  | Italia (bandiera)  | D     | Francesco Sena      |
| 4  | Italia (bandiera)  | D     | Sergio Sabatino     |
| 5  | Italia (bandiera)  | D     | Domenico Ferraiuolo |
| 7  | Italia (bandiera)  | C     | Raffaele Vacca      |
| 8  | Brasile (bandiera) | C     | Bruno Vicente       |
| 9  | Italia (bandiera)  | C     | Nicola Ferrari      |
| 10 | Italia (bandiera)  | A     | Mauro Bollino       |
| 11 | Brasile (bandiera) | C     | Gabriel Nunes       |
| 12 | Italia (bandiera)  | P     | Carmine Viola       |
| 16 | Italia (bandiera)  | A     | Antonio Gazerro     |
| 17 | Nigeria (bandiera) | C     | Ogenyi Onazi        |

| N. |                   | Ruolo | Calciatore         |
| -- | ----------------- | ----- | ------------------ |
| 18 | Italia (bandiera) | C     | Christian Cugnata  |
| 19 | Italia (bandiera) | D     | Matteo Darini      |
| 20 | Italia (bandiera) | C     | Giovanni Valtulini |
| 21 | Italia (bandiera) | C     | Giacomo Casoli     |
| 22 | Italia (bandiera) | P     | Salvatore Romano   |
| 23 | Italia (bandiera) | D     | Matteo Dionisi     |
| 25 | Italia (bandiera) | D     | Angelo Giaquinto   |
| 26 | Italia (bandiera) | D     | Pasquale Rainone   |
| 27 | Italia (bandiera) | A     | Gianluca Turchetta |
| 32 | Italia (bandiera) | D     | Stefano Paglino    |
| 48 | Italia (bandiera) | A     | Eduardo Esposito   |
| 94 | Italia (bandiera) | A     | Ciro Favetta       |
| 96 | Italia (bandiera) | A     | Angelo Guida       |

## Calciomercato

### Sessione estiva
| Acquisti | Acquisti           | Acquisti       | Acquisti |
| R.       | Nome               | da             | Modalità |
| -------- | ------------------ | -------------- | -------- |
| A        | Mauro Bollino      | Lamezia Terme  |          |
| P        | Antonio Prisco     | FC Francavilla |          |
| D        | Francesco Sena     | Benevento      | prestito |
| D        | Matteo Dionisi     | Trento         |          |
| A        | Nicola Ferrari     | Giugliano      |          |
| C        | Gabriel Nunes      | Trento         |          |
| D        | Vincenzo Galletta  | Afragolese     |          |
| P        | Salvatore Romano   | Afragolese     |          |
| P        | Salvatore Tringali | Lamezia Terme  |          |
| D        | Stefano Paglino    | Novara         | prestito |
| D        | Angelo Guida       | Salernitana    |          |
| C        | Eduardo Esposito   | Nocerina       |          |
| D        | Sergio Sabatino    | Lamezia Terme  |          |
| A        | Gianluca Turchetta | Foggia         |          |
| A        | Antonio Gazerro    | Sesto Campano  |          |
| C        | Giovanni Valtulini | Sona           |          |
| C        | Giacomo Casoli     | Fidelis Andria |          |
| D        | Christian Cugnata  | Catania        |          |
| D        | Matteo Darini      | Siena          |          |
| A        | Luca Mazzeo        | Napoli         |          |
| C        | Ogenyi Onazi       | Al Adahl       |          |

| Cessioni | Cessioni                 | Cessioni       | Cessioni      |
| R.       | Nome                     | a              | Modalità      |
| -------- | ------------------------ | -------------- | ------------- |
| P        | Nicola Bovenzi           | Paganese       | fine prestito |
| D        | Niccolò Monti            | AZ Picerno     |               |
| D        | Rafa Munoz               | Cavese         |               |
| C        | Tanasii Kosovan          | Trapani        |               |
| A        | Simone Addessi           | Lamezia Terme  |               |
| A        | Octavian Catalin Nicolau | Gladiator      |               |
| A        | Francesco Felleca        | Seregno        |               |
| D        | Mattia Tufano            | Cavese         |               |
| A        | Gabriel D'Ottavi         | Trapani        |               |
| A        | Mohammed Mansour         | Akragas        |               |
| A        | Augusto Josè Diaz        | Martina        |               |
| D        | Vincenzo Di Somma        | Paganese       |               |
| P        | Giovanni Sarracino       | Civitavecchia  |               |
| A        | Alessandro Criscuolo     | Costa D'Amalfi |               |
| A        | Salvatore Cusumano       | Paganese       |               |
| D        | Paolo Capitano           | Canicattì      |               |
| D        | Damián Andrés Salto      | Chieti         |               |
| P        | Davide Trapani           | Lavello        |               |
| C        | Alessio Rossi            | Chieti         |               |
| C        | Raffaele Maresca         | Livorno        |               |

## Risultati

### Serie D

#### Girone di andata
| Arbitro: | Zoppi (Firenze) |

|                         |           |            |
| Ferrari 40’ Favetta 42’ | Marcatori | 26’ Maggio |

| La Maddalena 11 settembre 2022, ore 15:00 CEST 2ª giornata | Ilvamaddalena | 0 – 0 referto | Casertana | Stadio Salvatore Zichina\| Arbitro: \| Aloise (Lodi) \| |
| Arbitro:                                                   | Aloise (Lodi) |               |           |                                                         |

| Arbitro: | Torregiani (Civitavecchia) |

|                    |           |                              |
| Vacca 90+4’, 90+5’ | Marcatori | 25’ De Felice 68’ D'Agostino |

| Arbitro: | Di Loreto (Terni) |

|                                               |           |                       |
| Ingretolli 27’ Trivelli 49’ D'Alessandris 51’ | Marcatori | 14’ (aut.) Donnarumma |

| Arbitro: | Recupero (Lecce) |

|             |           |  |
| Favetta 28’ | Marcatori |  |

| Arbitro: | D'Ambrosio Giordano (Collegno) |

|              |           |                                                        |
| Baldassi 14’ | Marcatori | 38’ Vacca 40’ Turchetta 59’ (aut.) Calisto 89’ Ferrari |

| Arbitro: | Gai (Carbonia) |

|  |           |             |
|  | Marcatori | 20’ Frosali |

| Arbitro: | Bonasera (Enna) |

|                             |           |  |
| Favetta 15’, 29’ Casoli 64’ | Marcatori |  |

| Arbitro: | Castellano (Nichelino) |

|             |           |              |
| Guida 45+1’ | Marcatori | 10’ Pelligra |

| Artena 6 novembre 2022, ore 14:30 CET 10ª giornata | Vis Artena         | 0 – 0 referto | Casertana | Stadio Comunale\| Arbitro: \| Gallorini (Arezzo) \| |
| Arbitro:                                           | Gallorini (Arezzo) |               |           |                                                     |

| Caserta 13 novembre 2022, ore 14:00 CET 11ª giornata | Casertana      | 0 – 0 referto | Arzachena | Stadio Alberto Pinto\| Arbitro: \| Totaro (Lecce) \| |
| Arbitro:                                             | Totaro (Lecce) |               |           |                                                      |

| Arbitro: | Lascaro (Matera) |

|                                                                        |           |                              |
| Bollino 12’ (rig.), 74’ Favetta 32’ Turchetta 60’ (rig.) Ferrari 90+2’ | Marcatori | 64’ Aloia 67’ Scanu 82’ Samb |

| Arbitro: | Arcidiacono (Acireale) |

|                          |           |             |
| D'Ottavi 47’ Serrano 85’ | Marcatori | 77’ Ferrari |

| Arbitro: | Maccorin (Pordenone) |

|             |           |  |
| Ferrari 34’ | Marcatori |  |

| Arbitro: | Cappai (Cagliari) |

|           |           |               |
| Varsi 16’ | Marcatori | 90+6’ Ferrari |

| Arbitro: | Saccà (Messina) |

|                                     |           |                                           |
| Manzo 34’ Bollino 40’ Ferrari 45+2’ | Marcatori | 5’ Capuano 65’ Bordi 72’ Gjuci 74’ Murgia |

| Arbitro: | Molinaro (Lamezia Terme) |

|                     |           |     |
| Puntoriere 48’, 77’ | Marcatori | 72’ |

#### Girone di ritorno
| Arbitro: | Adriambelo (Roma) |

|                |           |                          |
| Sparacello 76’ | Marcatori | 82’ Ferrari 90+8’ Matese |

| Arbitro: | Mancini (Pistoia) |

|                            |           |  |
| Ferrari 60’, 63’ Vacca 81’ | Marcatori |  |

| Arbitro: | Colaninno (Nola) |

|                             |           |            |
| De Felice 2’ D'Agostino 66’ | Marcatori | 58’ Casoli |

| Arbitro: | Selvatici (Rovigo) |

|                                  |           |                              |
| Bollino 11’ (rig.) Ferrari 90+1’ | Marcatori | 25’ Mazzaroppi 80’ Cavaliere |

| Arbitro: | Carsenzuola (Legnano) |

|  |           |                            |
|  | Marcatori | 72’ Turchetta 90+3’ Casoli |

| Arbitro: | Moncalvo (Collegno) |

|                                 |           |  |
| Tringali 14’ Bollino 43’ (rig.) | Marcatori |  |

| Arbitro: | Recchia (Brindisi) |

|  |           |             |
|  | Marcatori | 31’ Ferrari |

| Arbitro: | Petraglione (Termoli) |

|                         |           |  |
| Tringali 28’ Casoli 40’ | Marcatori |  |

| Arbitro: | Cosseddu (Nuoro) |

|                                |           |                                      |
| Laurenti 40’ Mastropiero 45+1’ | Marcatori | 11’ Ferrari 54’ Taurino 90+5’ Liurni |

| Arbitro: | Cortale (Locri) |

|                                     |           |  |
| Casoli 22’ Liurni 32’ Turchetta 66’ | Marcatori |  |

| Arbitro: | Papi (Prato) |

|  |           |            |
|  | Marcatori | 9’ Ferrari |

| Arbitro: | Peletti (Crema) |

|       |           |  |
| Aloia | Marcatori |  |

| Arbitro: | Terribile (Bassano del Grappa) |

|                            |           |  |
| Manzo 18’ Bollino 23’, 65’ | Marcatori |  |

| Arbitro: | Aldi (Finale Emilia) |

|                                    |           |                      |
| Di Gennaro 65’, 70’ Filogamo 90+7’ | Marcatori | 69’ Casoli 90’ Guida |

| Arbitro: | Palumbo (Bari) |

|             |           |                      |
| Bollino 12’ | Marcatori | 58’ Barone 65’ Fiore |

| Arbitro: | Eremitaggio (Ancona) |

|                                        |           |             |
| Gjuci 8’, 59’ Capuano 51’ Del Duca 80’ | Marcatori | 89’ Taurino |

| Arbitro: | Morello (Tivoli) |

|                                 |           |           |
| Bollino 38’ (rig.) Liurni 90+2’ | Marcatori | 23’ Fusco |

### Playoff
| Arbitro: | Matina (Palermo) |

|                              |           |                                 |
| Ferrari 24’, 72’ Taurino 66’ | Marcatori | 38’ Sosa 53’ Sartor 90+2’ Pinna |

| Arbitro: | Stadio Marcello Torre (Virgilio) |

|  |           |                        |
|  | Marcatori | 95’ Ferrari 108’ Guida |

### Coppa Italia Serie D
| Arbitro: | Acquafredda (Molfetta) |

|                                             |           |  |
| Paglino 6’ Turchetta 17’ (rig.) Ferrari 45’ | Marcatori |  |

| Arbitro: | Scarpati (Formia) |

|                                   |           |                           |
| Galletta 16’ Vacca 68’ Darini 85’ | Marcatori | 61’ Del Prete 65’ Cavallo |

| Arbitro: | Mihalache (Terni) |

|                          |           |  |
| Bucolo 30’ Marconato 64’ | Marcatori |  |